# Ridge Racer (videojuego de 2004)
Ridge Racer, lanzado en Japón como Ridge Racers (リッジレーサーズ Rijji Rēsāzu?), es un videojuego de carreras desarrollado por Namco para PlayStation Portable. Lleva el nombre de la serie de videojuegos epónimo Ridge Racer a la que pertenece. El juego se lanzó en Japón el 12 de diciembre de 2004, en Norteamérica el 22 de marzo de 2005 y en Europa el 1 de septiembre de 2005 como título de lanzamiento para la portátil. Hay otro juego disponible en ésta entrega, y es una versión totalmente jugable del juego arcade de Namco New Rally-X.
Ridge Racer ha sido descrito como una 'compilación' de la serie, con pistas, autos y banda sonora remezclada de títulos anteriores en la década de los 90's. Ridge Racer Portable fue muy bien recibido por los críticos y fue elogiado por sus imágenes, jugabilidad y banda sonora. Fue relanzado en 2005/2006 como Greatest Hits. También se ha lanzado una secuela titulada Ridge Racer 2 para también la PSP.

## Jugabilidad
El aspecto central de toda la serie Ridge Racer es la "carrera a la deriva", que es la carrera de vuelta tradicional contra oponentes con el toque adicional de intencionalmente sobreviraje y deslizando el auto a través de curvas cerradas y giros, conocido como "deriva", que le otorga al jugador varias bonificaciones durante una carrera.
Los modos de juego son: World Tour, Single Race, Time Trial y Wireless Battle, que admite hasta 8 jugadores  multijugador sobre los PSP, Ad Hoc  modo que da la capacidad de red Wi-Fi para jugar en línea.
El juego también presenta una apertura de "video de movimiento completo", en donde se muestra a la mascota de la serie Reiko Nagase.

### Nitroso
Notable en el juego es el sistema de impulso "nitroso". El jugador tiene un Indicador Nitroso compuesto por tres tanques nitrosos, que al comienzo de una carrera están completamente agotados o solo parcialmente llenos. A medida que el jugador se desplaza por las esquinas (especialmente a unos muy altos ángulos de deslizamientos) durante la carrera, su indicador nitroso se llena. Cuando el jugador llena uno de los tres tanques nitrosos, se puede activar para lograr un aumento de velocidad temporal. Sin embargo, los tanques nitrosos no se pueden recargar mientras se esté usando un tanque, pero la velocidad residual aumenta cuando expira el impulso nitroso, justo antes de entrar en las esquinas para recargar los tanques nitrosos del jugador a un ritmo más rápido de lo normal. (Carga máxima).

## Música
La música en el juego es una colección de nuevas canciones y canciones tomadas de juegos anteriores de Ridge Racer, organizadas en varios "discos". Los discos "Rojo" y "Azul" contienen canciones completamente nuevas juntas específicamente para el juego, mientras que los dos discos "Clásicos" contienen una colección de canciones remasterizadas de los títulos de Ridge Racer. Por último, el disco "Remix" contiene canciones de títulos anteriores en remixes editados por sus compositores originales.

### Disco Rojo
1. Highride
2. Warp Trooper
3. Bassrider
4. Pulse Phaze
5. Chrome Drive
6. Synthetic Life

### Disco Azul
1. Disco Ball
2. Night Stream
3. Light Groove
4. Vanishing Horizon
5. Tunnel Visionary
6. Tek Trek

### Disco de Remix
1. Rotterdam Nation Remix: de los títulos de PlayStation, Ridge Racer y Ridge Racer Revolution.
2. Speedster Remix: de los títulos de PlayStation, Ridge Racer y Ridge Racer Revolution.
3. Drive U 2 Dancing Remix: del título de Arcade Ridge Racer 2 y el título de PlayStation, Ridge Racer Revolution.
4. Rareheroes: aparece en muchos títulos anteriores de Ridge Racer.
5. Blue Topaz Remix: del título de arcade, Rave Racer.
6. Motor Species Remix: del título de PlayStation, Ridge Racer Type 4.

### Disco Clásico 1
1. Ridge Racer: una versión remasterizada de la melodía del título del título de PlayStation, "R4: Ridge Racer Type 4".
2. Grip: del título de arcade, Ridge Racer 2, y el título de PlayStation, Ridge Racer Revolution.
3. Euphoria: del título de arcade, Rave Racer.
4. Silver Stream: del título de PlayStation, "Rage Racer".
5. Naked Glow: del título de PlayStation, Ridge Racer Type 4
6. Your Vibe: del título de PlayStation, "Ridge Racer Type 4".

### Disco Clásico 2
1. Move Me: del título de PlayStation, Ridge Racer Type 4.
2. Movin 'in Circles: del título de PlayStation, Ridge Racer Type 4.
3. ¡Eat 'Em Up!: del título de PlayStation, Ridge Racer Type 4. (Esta fue una pista secreta adquirida junto con el auto Pac-Man después de desbloquear los 320 autos que aparecen en el juego).
4. TsuiTsui: del título de PlayStation 2, Ridge Racer V.
5. Samurai Rocket: del título de PlayStation 2, Ridge Racer V.
6. DareDevil: del título de PlayStation 2, Ridge Racer V.

## Recepción
Ridge Racer Portable recibió "revisiones generalmente favorables" de acuerdo con el sitio web de agregación de revisión Metacritic. Sus capacidades y gráficas y visuales fueron increíbles en un dispositivo portátil de 2004, y fue elogiado aún más por su jugabilidad, banda sonora (que también consistía en pistas remezcladas de títulos anteriores de Ridge Racer) y la opción multijugador. PALGN dijo que el juego: "muestra el sistema maravillosamente, los gráficos y la jugabilidad se combinan para hacer de este el mejor título de Ridge Racer". GameBiz dijo: "Cualquiera que dude del poder de la consola de mano se quedará comiendo sus palabras después de probar solo una vuelta de este increíble esfuerzo realizado por Namco". En Japón, Famitsu le otorgó una puntuación de 88.0 y 99.0 para un total de 34/40.